# Жук Микола Вікторович
Мико́ла Ві́́кторович Жу́к (10 вересня 1977, Липники, Лугинський район, Житомирська область, УРСР — 25 січня 2015, Новогригорівка, Бахмутський район, Донецька область, Україна) — майор (посмертно) Збройних сил України, учасник російсько-української війни.

## Життєпис
Від 1994 року в лавах Збройних сил України. Командир протитанкової батареї, 128-ма окрема гірсько-піхотна бригада.
Загинув 25 січня 2015-го під час штурмових дій у районі села Новогригорівка Артемівського району. Виконуючи спецзавдання, їхав у автомобілі, який підірвався на фугасі. Тоді ж загинули старший солдат Руслан Ткаченко та солдат Володимир Голота.
Вдома залишилися дружина та донька. Похований у Липниках.

## Нагороди та вшанування
- Указом Президента України № 108/2015 від 26 лютого 2015 року, «за особисту мужність і героїзм, виявлені у захисті державного суверенітету та територіальної цілісності України, вірність військовій присязі», нагороджений орденом «За мужність» III ступеня (посмертно)[1].
- У березні 2015 року в селі Липники на фасаді ЗОШ відкрито меморіальну дошку випускнику Миколі Жуку.
- 26 березня 2015-го рішенням Мукачівської міської ради Миколі Жуку присвоєне звання «Почесний громадянин міста Мукачева» (посмертно).
- 27 липня 2015 року присвоєно чергове військове звання — майор (посмертно, наказ № 549 Міністра оборони України).
- Сесією Липнинської сільської ради прийнято рішення про перейменування вулиці Карла Маркса на вулицю імені Миколи Жука.
- Вшановується в меморіальному комплексі «Зала пам'яті», в щоденному ранковому церемоніалі 25 січня[2][3].